# Cancricepon anagibbosus
Cancricepon anagibbosus là một loài chân đều trong họ Bopyridae. Loài này được Bourdon miêu tả khoa học năm 1971.